# Heinrich Johannes Franz von Droste zu Hülshoff
Heinrich Johannes Franz Freiherr von Droste zu Hülshoff (* 4. September 1768 auf Burg Hülshoff in Roxel; † 20. Mai 1836 in Münster) war der letzte adelige Dompropst im Bistum Münster.

## Leben

### Herkunft
Heinrich Johannes Franz von Droste zu Hülshoff entstammte einem der ältesten und bedeutendsten Adelsgeschlechter im Münsterland und gehörte dessen 19. Generation an. Er war Sohn des Rittmeisters Clemens August I. von Droste zu Hülshoff (1730–1798) und seiner Gattin Maria-Bernhardine von der Recke zu Steinfurt (1733–1784).
Mit seinen Geschwistern Clemens August (* 1760, Gutsbesitzer, Vater von Annette von Droste-Hülshoff), Franz Arnold Anton, * 1761, Maximilian Friedrich Ludwig (* 1764, Komponist), Ernst Konstantin von Droste zu Hülshoff (* 1770, Domherr in Münster und Osnabrück, dann Gutsbesitzer von Haus Stapel) und Adolf Aloysius, * 1771, wuchs er auf Burg Hülshoff auf, bis sein Onkel Heinrich-Johann in der Zeit von 1789 bis 1794 das Herrenhaus komplett renovieren ließ, so dass die Familie in ihren 1782 erworbenen Gravenhorster Hof in Münster zog.

### Kirchliche Laufbahn
Wie viele Mitglieder seiner Familie wurde von Droste zu Hülshoff ein Kleriker. Nach einem langen Rechtsstreit fand am 27. Dezember 1792 die Aufschwörung als Domherr zu Münster statt. Heinrich Johannes wurde am 12. März 1796 im Dom zu Münster zum Diakon und hier am 26. März zum Priester geweiht. Sein Onkel Ernst Konstantin verzichtete im Jahr 1799 auf seine Dompräbende in Osnabrück zu seinen Gunsten. Im gleichen Jahr nahm er an der Kollegiatkirche St. Martini in Münster die Stelle des Propstes ein.
Heinrich Johann war Archidiakon in Ennigerloh, Ostenfelde, Oelde, Wadersloh, Herzfeld, Lippborg, Dolberg, Heessen, Hövel und Beckum.
Im Jahr 1800 wurde in Münster die Stelle des Vicedominus vakant. Heinrich Johann bewarb sich darauf unter Hinweis auf das gute Verhältnis seiner Familie zu Maximilian Franz von Österreich, dem Fürstbischof von Münster, worauf dieser ihn im August zum Vicedominus ernannte. Er bemühte sich erfolglos um das Amt des Domdechanten von St. Peter in Osnabrück. Schließlich wurde er im Jahr 1822 bei der Einrichtung des neuen Domkapitels zum Dompropst ernannt. Die fürstbischöfliche Bestätigung kam erst am 9. Februar 1824.
Am 15. Juni 1825 nahm er an der Wahl des neuen Bischofs Kaspar Maximilian teil.
Heinrich Johann blieb bis zu seinem Tode im Amt. Er war der letzte Dompropst, der aus einer Adelsfamilie hervorging.